# Fidazhofen
Fidazhofen ist ein Ortsteil der oberschwäbischen Kreisstadt Ravensburg. Der Ort gehört als so genannter Wohnplatz zum Wohnbezirk Weißenau, der mit den anderen beiden Wohnbezirken Obereschach und Gornhofen die Ortschaft Eschach bildet. Seit dem 1. Februar 1974 gehört Eschach – und somit auch Fidazhofen – zu Ravensburg.
Stand 22. Februar 2023 zählte Fidazhofen 83 Einwohner.

## Geographie
Geographisch liegt Fidazhofen im Süden von Ravensburg auf der Anhöhe oberhalb der Wohnplätze Höllholz und Torkenweiler und bietet Einwohnern sowie Besuchern südwestlichen Ausblick über das Schussental bis zum mittleren Bodensee und zum Säntis, dem höchsten Gipfel der Ostschweizer Alpen am Bodensee.

## Geschichte
Historisch erwähnt wird Fidazhofen in der Beschreibung vom Oberamt Ravensburg in Band 12 der in 1836 erschienenen Beschreibung des Königreichs Württemberg von Johann Daniel Georg Memminger, wo in Kapitel 7 auf Seite 186 beschrieben wird, dass Herzog Welf im Jahr 1180 seine Güter Vidanshofen an das Kloster Weißenau übergab. In der Beschreibung vom Oberamt Tettnang aus demselben Gesamtwerk wird in Kapitel 2 auf Seite 136 beschrieben, dass ein Ritter Herrmann von Schnetzenhausen im Jahr 1215 dem Kloster Weißenau seine Zehnten zu Fidazhofen schenkte.

## Politik
Kommunal untersteht Fidazhofen der Ortsverwaltung Eschach, die Stand 22. Februar 2023 von Thomas Faigle, der auch Ortsvorsteher und Vorsitzender des Ortschaftsrats ist, geleitet wird.
Politisch vertreten wird Fidazhofen im Ortschaftsrat Eschach, der zuletzt für 2019 bis 2024 gewählt wurde.

## Wirtschaft
Fidazhofen ist bis heute sehr landwirtschaftlich geprägt, wird aber mittlerweile durch den Zuzug neuer Einwohner und die Rückkehr gebürtiger Einwohner durch Berufe in privaten und öffentlichen Unternehmen dominiert und durch Personenunternehmen anderer Handelsbereiche vielseitig ergänzt.
Die ortsansässigen Energielandwirte versorgen u. a. den Großteil von Fidazhofen mit Biogas, das mit dem landwirtschaftlichen Ertrag aus den umliegenden Äckern, Feldern und Wiesen produziert wird.